# Kiskill-lilla
Kiskill-lilla, en la antigua Mesopotamia, es el nombre que recibe un demonio de la noche. Según la leyenda, había hecho su nido en el árbol llamado Haluppu de Inanna. Los acadios le conocieron como Lilitu (véase Lilith).